# Ding Liren
Ding Liren (født 24. oktober 1992) er en kinesisk skakstormester. Han er den højest ratede kinesiske skakspiller nogensinde, blandt de højeste ratede personer nogensinde, og han er tredobbelt kinesisk mester. Han nåede finalerne af Chess World Cup i 2017 og 2019, men endte begge gange med ikke at gå videre til at spille om verdensmestertitlen.
Ding var ubesejret i klassisk skak fra august 2017 til november 2018, hvor han fik 29 sejre og 71 remiser. Disse 100 skakpartier uden at tabe var på dette tidspunkt en rekord i skakhistorien, men det blev senere overgået af Magnus Carlsen i 2019.
Ding Liren vandt 30. april 2023 Chess World Cup over russiske Ian Nepomniachtchi, efter norske Magnus Carlsen valgte ikke at forsvare titlen, som han fik i 2013.